# Bupleurum spinosum
Bupleurum spinosum (=Bupleurum fruticescens subsp. spinosum (Gouan) O.Bolòs & Vigo), (=Bupleurum spinosum var. lucidum Batt.), (=Bupleurum spinosum var. mauritanicum Cauwet) és una planta de la família de les Apiàcies també conegudes com a Umbel·líferes; de port pulvinular i umbel·les rígides que es distribueix pel Nord d'Àfrica i les serres bètiques peninsulars.

## Descripció
Les tiges floríferes poden arribar fins als 1,3 metres de longitud i estan lignificats a la base. Les són de secció subcircular amb els costats poc marcats. Les fulles són linears i més aviat toves i flexibles. Creixen solitàries, espaiades al llarg de la tija, també en roseta basal, la nervació està poc marcada, les umbel·les presenten de 3 a 15 radismolt prims.

## Distribució
Es distribueix des del Marroc (rif, Serralada de l'Atles (Atles Mitjà, Alt Atles, Anti-Atles occidental) i Algèria.